# Sangiran
Sangiran je značajan paleontološki lokalitet u središnjem dijelu otoka Jave (Indonezija), oko 15 km sjeverno od grada Surakarta u dolini rijeke Solo. 
Nalazište je najpoznatije po ostatacima Javanskog čovjeka (Pithecanthropus erectus, danas svrstan u ljudsku vrstu Homo erectus) koje je pronašao njemački antropolog Gustav Heinrich Ralph von Koenigswald 1934. godine. To je tada bio prvi pronalazak pretka modernog čovjeka na svijetu, i do 1941. godine otkriveno je ukupno 60 ljudskih fosila koji su živjeli na ovom području prije oko 1,5 milijuna godina (od pliocena do neolitika). To je polovica fosila hominina na svijetu, među kojima su ostaci i tajanstvenog Megantropa (Meganthropus palaeojavanicus). Fosili su pronađeni na tri lokaliteta u Sangiranu:
- Pucangang, stari oko 1,5-0,5 milijuna godina
- Kabuh, stari oko 0,5-0,25 milijuna godina
- Notopuro, stari oko 250.000-11.000 godina

Također su pronađeni i ostaci raznih životinja koje su lovili ovi primitivni ljudi, ali i drugih koji su s njima dijelili ovo stanište.
Paleolitičko kameno oruđe ("Sangiranske krhotine") pronađene na lokalitetua Ngebung je napravljeno od kalcedona i jaspisa, a u novije vrijeme i od kosti. Na lokalitetu su pronađene i neolitičke sjekire. ovi nalazi dokazuju da su hominidi nastanjivali ovo područje najmanje 1,5 milijun godina. Paleolitičke alatke se datiraju u oko 800.000 pr. Kr., i niz kulturnih materijala iz tog razdoblja do neolita pokazuje kontinuirani razvoj čovjeka u odnosu na ekosustav tijekom dugog razdoblja.
Lokalitet Sangiran je upisan na UNESCO-ov popis mjesta svjetske baštine u Aziji 1996. godine jer je "nezaobilazan lokalitet za razumijevanje procesa evolucije čovjeka, ali i evolucije životinja i pradavnog okoliša". 
- Paleontonoško nalazište u Sangiranu
- Ulaz u muzej javanskog čovjeka u Sangiranu
- Sangiranski muzej
- Lubanja Megantropa (Pithecanthropus robustus)

## Vanjske poveznice
- 360° Panorama muzeja Sangiran  Arhivirana inačica izvorne stranice od 26. srpnja 2008. (Wayback Machine)
- Turističke informacije o muzeju Sangiran  Arhivirana inačica izvorne stranice od 24. srpnja 2011. (Wayback Machine) (engl.)